# Mary Riggs Noble
Mary Riggs Noble (* 1872 in New Jersey, USA; † 1965) war eine US-amerikanische Medizinerin und medizinische Missionarin. Sie war 1949 die erste Trägerin der Elizabeth Blackwell Medal.

## Leben und Werk

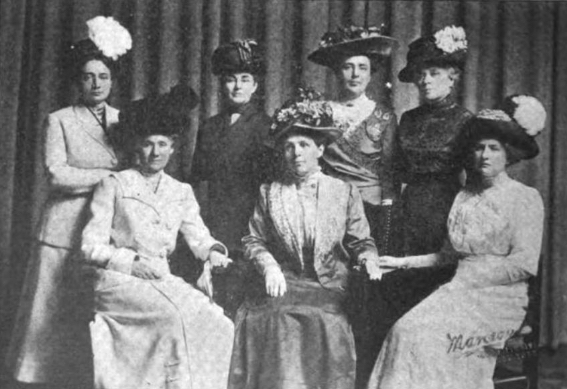
Amerikanische Missionarinnen bei Jubiläumsfeierlichkeiten im Jahr 1911. Erste Reihe: Florence Miller, Helen Barrett Montgomery, Jennie V. Hughes; Hintere Reihe: Mary Riggs Noble, Etta Doane Marden, W. T. Elmore und Mary E. Carleton

Noble erhielt 1896 ihren Bachelor of Arts am Colorado College und 1901 ihren M.D. am Woman’s Medical College of Pennsylvania. Nach ihrem Abschluss zog Noble nach Colorado Springs, wo sie eine Arztpraxis eröffnete. Sie ließ ihre Praxis zwei Jahre später ruhen, um als medizinische Missionarin in Indien zu arbeiten. Sie arbeitete von 1903 bis 1913 als medizinische Missionarin am Christian’s Women’s Medical College in Ludhiana in Punjab (Indien). Sie war dort außerdem Professorin für Gynäkologie und Geburtshilfe an der North India School of Medicine.
Während ihres Aufenthalts in Indien schrieb sie eine Broschüre mit dem Titel Baby- und Mutterfürsorgearbeit in Indien. Die Broschüre konzentrierte sich auf den Zustand der Müttergesundheit in Ludhiana und die Arbeit, die sie und die medizinischen Missionare zu ihrer Verbesserung leisteten. Sie argumentierte, dass die Kindersterblichkeitsrate in der Region bei etwa fünfzig Prozent liege und dass Kindestod aufgrund der unerwünschten Mädchen-Baby-Bräuche in der indischen Kultur weit verbreitet sei und daher der Bedarf an medizinischen Missionarinnen in der Region gerechtfertigt sei.
Als sie 1913 nach Colorado Springs zurückkehrte, konnte sie sehr gute Referenzen vorweisen. Sie wurde eine prominente Ärztin in der Stadt und wurde medizinische Direktorin eines Tuberkulosekrankenhauses. Sie hielt Vorträge über die indische Kultur und Medizin sowohl in Colorado als auch in Pennsylvania. In den 1920er Jahren kehrte Noble nach Pennsylvania zurück und war bis 1936 als Leiterin der Abteilung für Kinderhygiene im Gesundheitsministerium von Pennsylvania tätig.
Während des Ersten Weltkriegs war sie Dozentin für Sozialmoral im National Board des Young Women’s Christian Association (YWCA). Sie war Mitglied der American Medical Association, Mitglied des American College of Physicians und Ehrenmitglied der American Pediatrics Society. Sie war von 1933 bis 1951 Schatzmeisterin der American Medical Women’s Association (AMWA). Für ihre langjährigen Verdienste wurde ihr 1949 der Elizabeth Blackwell Centennial Award verliehen, der in den Folgejahren als Elizabeth-Blackwell-Medaille bekannt wurde.
Noble war viele Jahre als Freiwillige bei den Pfadfinderinnen tätig. Als sie sich 1958 von dieser Arbeit zurückzog, wurde ihr vom Susquehanna Council of Girl Scouts eine Bronzestatuette überreicht.

## Ehrungen
- 1949: Elizabeth Blackwell Centennial Award[4]

## Veröffentlichungen (Auswahl)
- A Manual for Expectant Mothers. Forgotten Books, 2018, ISBN 978-1396755101.
- Child Health Work In Pennsylvania. American Journal of Public Health, 1923.